# Vincenzo Albrici
Vincenzo Albrici (Roma, 26 giugno 1631 – Praga, 7 settembre 1687) è stato un compositore e organista italiano.
È stato uno dei più famosi musicisti italiani in Germania durante il primo barocco assieme a Marco Giuseppe Peranda, Carlo Pallavicino e Giovanni Andrea Angelini Bontempi a Dresda.

## Biografia
Vincenzo Albrici (o Albrizi o Albrizzi o Albritii) nacque in una famiglia di musicisti originaria di Montalboddo, l'attuale Ostra, in cui il padre Domenico Albrici era cantante, i fratelli Bartolomeo e Leonora anch'essi musicisti. Il nonno materno Fabio Costantini e il di lui fratello Alessandro erano compositori.
La sua carriera musicale lo portò a girare per tutta Europa: Stoccolma, Stoccarda, Dresda, Londra, Lipsia e Praga.
A Stoccolma fu attivo alla corte della regina Cristina di Svezia. 
Nel 1654 partecipò attivamente alla cerimonia della sua abdicazione e nell'occasione compose la prima cantata in lingua svedese Fader Wår (padre nostro), grazie alla quale Vincenzo gode ancora oggi di una discreta fama in Svezia.
A Dresda, dove alla corte del principe Giovanni Giorgio II di Sassonia divenne co-maestro di cappella con Giovanni Bontempi. Fu protagonista dell'italianizzazione della cappella principesca, per cui compose numerosi sacri concerti (nel solo anno 1662 ne compose 50). Fu inoltre maestro del compositore Johann Kuhnau.
A Londra servì alla corte di Carlo II diventando, assieme ai suoi fratelli, membro del "King's Italian Musick". Fu fra gli artisti italiani ingaggiati da Thomas Killigrew nel suo tentativo di organizzare un'opera italiana.
A Lipsia fu organista nella "bachiana" Thomaskirche.
Lo stile di Albrici è quello del mottetto italiano della seconda metà del Seicento. I concerti sacri sono composti per una, due o tre voci accompagnate da trombone e archi e mettono in evidenza le doti virtuosistiche dei cantanti.
Molti suoi spartiti sono conservati nella biblioteca dell'università di Uppsala.